# Guido-von-List-Gesellschaft
Die Guido-von-List-Gesellschaft war eine Vereinigung von Anhängern der völkischen Bewegung und Esoterikern, die die völkisch-esoterischen „Forschungsarbeiten“ von Guido von List (1848–1919) fördern sollte. Sie wurde 1908 in Wien gegründet.

## Mitglieder
Zu den Gründern gehörte der Industrielle Friedrich Wannieck, Jörg Lanz von Liebenfels, Wiens Bürgermeister Karl Lueger, der Wiener Altbürgermeister Josef Neumayer und 50 weitere teils namhafte Personen deutschnationaler oder esoterischer Ausrichtung. Auf der Mitgliederliste der Guido-von-List-Gesellschaft waren alle Mitglieder der Wiener Theosophischen Vereinigung vertreten. Insgesamt umfasste die Gesellschaft 1909 133 Mitglieder, davon fünf korporative, außerdem sechs korrespondierende und zwölf Ehrenmitglieder. Sozial dominierte das Bildungs- und Besitzbürgertum, der Adel war mit 23 Personen überproportional vertreten.

## Publikationen
Die List-Gesellschaft berief sich auf die Schriften der Okkultistin Helena Petrovna Blavatskys und publizierte von 1908 bis 1914 sieben von List verfasste Bände der Guido List-Bücherei.

## DerHohe Armanen-Orden(HAO)
List behauptete, von den Armanen abzustammen, die gemäß seinem Weltbild die letzten geistig-priesterlichen Führer der Arier seien. Als einen inneren angeblichen geheimwissenschaftlichen ausgerichteten Kreis gründete List die von Großindustriellen üppig gesponserte Armanenschaft oder Hohen Armanen-Orden (HAO), der weniger als ein Dutzend Mitglieder umfasste und sich bald wieder auflöste.

## DerArmanen-Ordenanno 1976
Eine Art Nachfolgegesellschaft der Guido-von-List-Gesellschaft ist der 1976 gegründete Armanen-Orden.